# 武蔵台 (東京都府中市)
武蔵台（むさしだい）は、東京都府中市の地名。現行行政地名は武蔵台一丁目から武蔵台三丁目。郵便番号は183-0042（武蔵府中郵便局管区）。

## 地理
府中市の北西部に位置する地域である。南東から時計回りに栄町、晴見町、東芝町、西原町、北山町、国立市東、国分寺市内藤、国分寺市日吉町、国分寺市西恋ヶ窪、国分寺市泉町及び国分寺市西元町に隣接する。府中市で唯一中央線を北側に越えた部分が属している。

### 概要
東八道路など通行車両が多く幅が広い道路が横切っているが、町内の多くは閑静な住宅街と病院・学校・雑木林である。
多摩川の川岸段丘であった国分寺崖線（はけ）面に接しており、北部に向けて標高が高くなる。町内には府中市内最高標高82m地域を含む。町内と周辺には多くの遺跡があり、二丁目から発掘された武蔵台遺跡からは旧石器時代〜平安時代（奈良時代・平安時代に関しては武蔵国分寺の遺跡）の遺跡が発掘されるなど、町内と周辺は遺跡群を形成している。
武蔵台公園、武蔵台遺跡公園などの公園があり、町内の一部は梅やサクラの見所にもなっている。武蔵台公園は、東京都から府中市が借受て1968年（昭和43年）にオープンした46,835平方メートルの公園で、コナラ・クヌギ・アカマツがそのまま残っており、かつての武蔵野の姿をとどめた雑木林が中心となっている。明治100年記念モニュメントがあり、府中30景の一つである。

### 地価
住宅地の地価は、2014年（平成26年）1月1日の公示地価によれば、武蔵台2丁目16番12外の地点で28万7000円/m2となっている。

## 歴史
屋敷分村（1880年（明治13年）に府中駅に合併）の一部（武蔵野・川越道）と本宿村の一部（武蔵野・はけの下）にまたがる地であった。
東隣には武蔵国時代の古代官道が南北に通って大國魂神社までつながっており、この道の東西には武蔵国国分寺跡・国分尼寺跡があり、新田義貞が分倍河原へ攻めこむ際に夜が明けた「白明坂」も存在している。
武蔵野台地に位置する事が地名の由来であり、1961年（昭和36年）に大字府中・本宿の各一部から武蔵台の町名が成立した。武蔵台は発足当初一丁目から四丁目まであり、そのうち武蔵台四丁目は1965年（昭和40年）に国分寺市へ編入され、1966年から1967年にかけて西恋ヶ窪一-四丁目、日吉町一-四丁目へ再編された。

## 世帯数と人口
2018年（平成30年）1月1日現在の世帯数と人口は以下の通りである。
| 丁目         | 世帯数    | 人口    |
| ------------ | --------- | ------- |
| 武蔵台一丁目 | 1,115世帯 | 2,316人 |
| 武蔵台二丁目 | 1,088世帯 | 1,897人 |
| 武蔵台三丁目 | 1,428世帯 | 2,789人 |
| 計           | 3,631世帯 | 7,002人 |

## 小・中学校の学区
市立小・中学校に通う場合、学区は以下の通りとなる。
| 丁目         | 番地 | 小学校               | 中学校                 |
| ------------ | ---- | -------------------- | ---------------------- |
| 武蔵台一丁目 | 全域 | 府中市立武蔵台小学校 | 府中市立府中第七中学校 |
| 武蔵台二丁目 | 全域 | 府中市立武蔵台小学校 | 府中市立府中第七中学校 |
| 武蔵台三丁目 | 全域 | 府中市立武蔵台小学校 | 府中市立府中第七中学校 |

## 交通

### 鉄道
| 隣接する街区の駅                        |
| --------------------------------------- |
| JR中央線 JR武蔵野線 - 西国分寺駅(JM 33) |

- 東日本旅客鉄道（JR東日本）中央本線が街区北端、武蔵野線が街区東端をかすめているが、どちらも駅はない。最寄駅は国分寺市内の西国分寺駅となる。
- 同じ府中市内の白糸台にある京王線の武蔵野台駅とは特に関係がなく、距離も離れているため注意を要する。

### 道路
- 東八道路（30m道路）
- 東京都道145号立川国分寺線（多喜窪通り）
- 多摩南北道路（新府中街道）

## 施設
- 府中市立武蔵台小学校 昭和42年開校
- 武蔵台文化センター 昭和48年開館
- 府中市立府中第七中学校 昭和43年開校
- 東京都立多摩総合医療センター
- 東京都立小児総合医療センター
- 東京都立多摩がん検診センター
- 東京都立神経病院
- 根岸病院
- 武蔵台養護学校
- 武蔵台遺跡公園
- 武蔵台公園（イヌザクラは府中の名木百選）